# Biedronka wielkokropka
Biedronka wielkokropka (Coccinella magnifica) – gatunek chrząszcza z rodziny biedronkowatych.
Chrząszcz o krótkim, owalnym, silnie wypukłym ciele długości od 6 do 8 mm. Połysk ciała jest matowy i niewyraźny. Głowę ma czarną z parą żółtych plam przy oczach. Pokrywy typowo ubarwione są podobnie do biedronki siedmiokropki – mają czerwone tło i siedem czarnych plam, jednak środkowa i tylna para owych plam ma większe rozmiary niż u siedmiokropki. Często obecne są jeszcze plamy barkowe, a niektóre z plam mogą się ze sobą wąsko łączyć. Śródpiersie jest na przedzie niewcięte, a jego wyrostek ma parę niedochodzących do przedniej krawędzi żeberek. Epimeryty śródpiersia i zapiersia są ubarwione biało. Odnóża są w całości czarne.
Owad występujący na terenie prawie całej Europy. W Polsce notowany rzadko, choć prawdopodobnie występuje powszechnie. Występuje zarówno na obszarach nizinnych, niskich partiach górskich i w dolinach. Aktywnie poluje na mszyce prawdopodobnie korzystając z mechanizmów obrony chemicznej. Często występuje w pobliżu siedlisk mrówek z gatunku Formica rufa. Porę zimową spędza w ściółce.

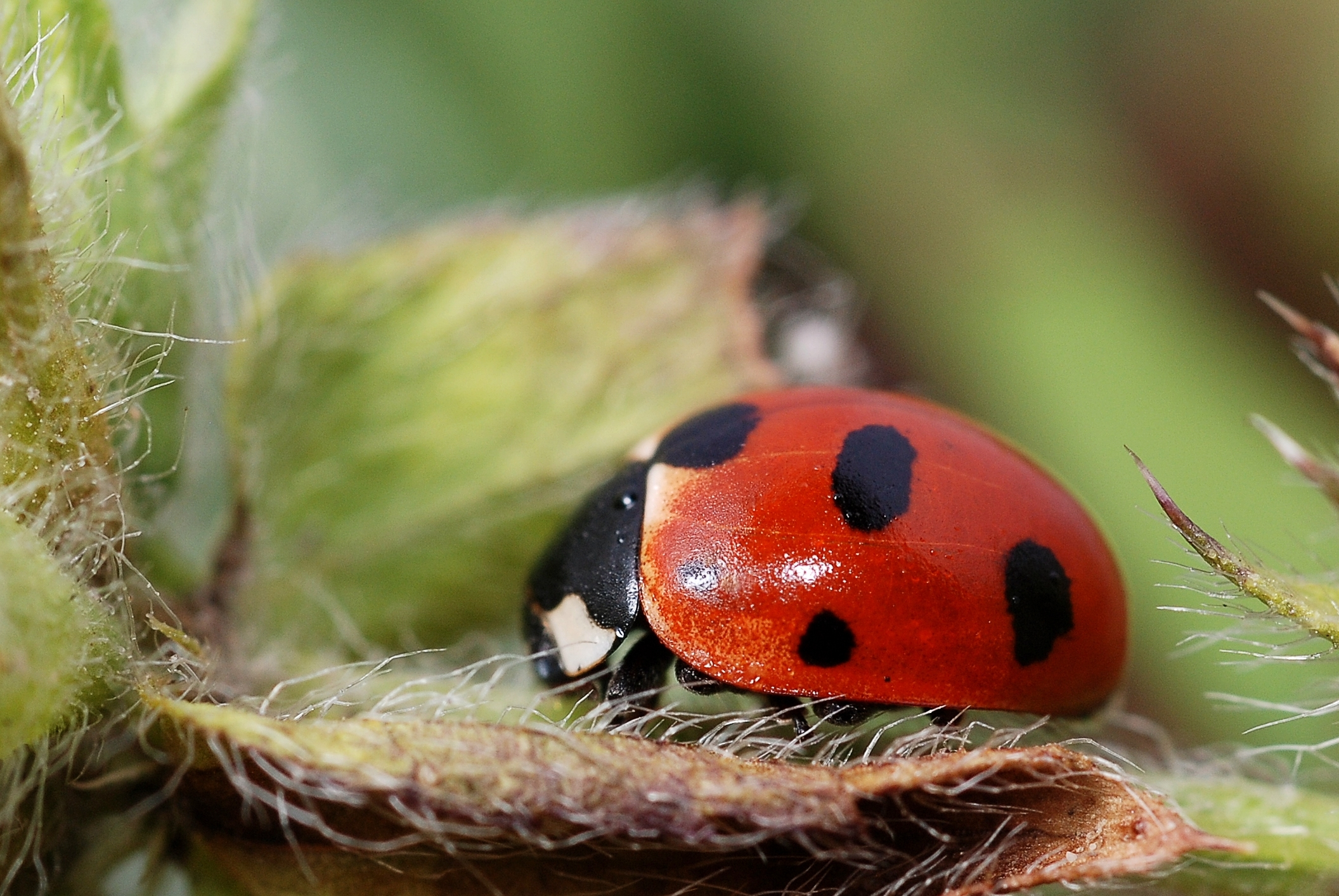